# Arja Juvonen
Arja Sinikka Juvonen, född 8 december 1967 i Kuopio landskommun, är en finländsk politiker (Sannfinländarna). Hon är ledamot av Finlands riksdag sedan 2011. Till utbildningen är Juvonen geronom.
Juvonen omvaldes i riksdagsvalet 2015 med 2 931 röster från Nylands valkrets.
Sommaren 2017 lämnade många sannfinländska riksdagsledamöter sin riksdagsgrupp i protest mot valet av Jussi Halla-aho som ny partiordförande. Även Juvonen lämnade riksdagsgruppen för en tid men beslöt sig för att inte ansluta sig till de övriga utbrytarnas grupp Nytt alternativ. Hon uppgav att alla riksdagsgrupper utom en försökte locka henne till sig. Juvonen bestämde sig snabbt för att återvända till sannfinländska riksdagsgruppen. I riksdagsvalet 2019 blev hon omvald med 5 490 röster.

## Utmärkelser
- Riddartecknet av Finlands Lejons orden[5]

[Redigera Wikidata]